# هالینا بدناش
هالینا بِدناش (لهستانی: Halina Bednarz؛ زادهٔ ۱۰ مه ۱۹۵۸) بازیگر اهل لهستان است.
از فیلم‌ها یا مجموعه‌های تلویزیونی که وی در آن‌ها نقش داشته است، می‌توان به طایفه، در خوشی و سختی، خودِ زندگی، مزرعه، اولا بی‌ریخته، خانه کشیش، لندنی‌ها، فرصت دوباره، پدر متیو، نشانه، کلبه جنگلی، رنگ‌های خوشبختی، خیوکا و تو خدایی اشاره نمود.